# 格奥尔格·齐美尔
格奥尔格·齐美尔（德語：Georg Simmel，1858年3月1日—1918年9月28日），亦译为西美尔或齐默尔，德国社会学家、哲学家。主要著作有《货币哲学》和《社会学》。是形式社会学的开创者。

## 生平

### 生命早期与受教育状况
格奥尔格·齐美尔出生在德国柏林的一个犹太同化家庭，是七个孩子中最小的一个。他的父亲爱德华·齐美尔（Eduard Simmel，1810-1874）是一位富有的商人，皈依了罗马天主教，创办了一家名为 "Felix & Sarotti "的糖果店，这家糖果店后来被一家巧克力制造商收购。他的母亲弗洛拉·博德斯坦（Flora Bodstein，1818-1897 年）出身于一个犹太家庭，后改宗路德教。格奥尔格从小就接受了新教洗礼。1874 年，格奥尔格16岁时其父亲去世，留下了一笔可观的遗产。之后，格奥尔格被一家名为彼得斯出版社的国际音乐出版社的创始人朱利叶斯·弗里德兰德（Julius Friedländer）收养。
从 1876 年开始，齐美尔在柏林洪堡大学学习哲学和历史。1881 年，他以康德物质哲学为题的论文""（《康德物理一元论的物质本质》）。获得博士学位。

### 生命晚期
1890年，格奥尔格与哲学家格特鲁德·金内尔（Gertrud Kinel）结婚，后者曾以玛丽·路易丝·恩肯多夫（Marie-Luise Enckendorf）的笔名和自己的名字发表作品。他们育有一子汉斯·欧根·齐美尔（Hans Eugen Simmel），此人后来成为了一名医生。格奥尔格和格特鲁德的孙女是心理学家玛丽安·齐美尔（Marianne Simmel）。齐美尔还与他的助手格特鲁德·康托罗维茨（Gertrud Kantorowicz）有过一段秘密恋情，后者于1907年为他生了一个女儿，但这一事实直到齐美尔去世后才被公开。
1917年，齐美尔不再阅读报纸，而是隐居到黑森林完成了《人生观》（Lebensanschauung）一书。1918年，一战战争结束前不久，他因肝癌在斯特拉斯堡去世。

### 生涯
1885年，齐美尔成为柏林大学的私人讲师，正式讲授哲学，同时也讲授伦理学、逻辑学、悲观主义、艺术、心理学和社会学。他的授課出自於富於魅力的演講特色，對逻辑、伦理、审美、宗教社会学、社会心理学和社会学等問題的探討相當受學生喜愛。另外，他也在報紙上發表對當時社會問題的各種看法，因此齊美爾的影響力遠超出了既有學術範圍的框架，作家图霍夫斯基、克拉考尔乃至恩斯特·布洛赫都對他評價很高。
虽然他申请德国大学的空缺教席得到了马克斯·韦伯的支持，但齐美尔仍然是学术界的局外人。不过，由于得到了监护人的一笔遗产，他得以多年来一直从事自己感兴趣的学术研究，而不需要一个受薪职位。
尽管得到了马克斯·韦伯、赖纳·玛丽亚·里尔克、斯特凡·乔治和埃德蒙·胡塞尔等著名学者的支持，齐美尔却很难获得学术界的认可。这一方面是因为反猶主义，另一方面也是因为他的文章是写给普通读者而非社会学家的。这导致其他专业人士对他不屑一顾。尽管如此，齐美尔仍继续他的知识和学术工作，并参加艺术界的活动。
1909年，齐美尔与费迪南德·滕尼斯、马克斯·韦伯等人共同创建了德国社会学会，并担任其首届执行机构成员。
1914年，齐美尔在当时的德国斯特拉斯堡大学获得了带教席的普通教授职位，但他在那里并不感到自在。第一次世界大战爆发后，所有的学术活动和讲座都停止了，演讲厅被改建成了军医院。1915年，他向海德堡大学申请教席，也因為歷史學者謝佛(Dietrich Schäfer)反對而失利。
第一次世界大战之前，齐美尔对当代史并不十分感兴趣，他更感兴趣的是研究当时艺术与哲学之间的相互作用。然而，在战争开始后，他对战争的发展产生了浓厚的兴趣。然而，他对事件的看法似乎相互矛盾，在“德国的内在变革”中是支持者，在“欧洲的理念”中较为客观，而在“文化的危机”中则是批评者。

## 理论
齊美爾的哲學觀屬於先驗觀念範疇的認識論(von vorbestimmten ideellen Kategorien der Erkenntnis)。他認為，隨著演進的選擇，人的認識會不斷向前發展，且個體性(Individuum)也會因此發展開來，但是，人類在思想上是無法獲得生活的全體性(die Totalität des Lebens)。這麼說，人類不斷發展文明，意圖獲得更多的生活可能，在不知不覺中，卻產生了意想不到的更多東西，反過頭來使自己偏離的原本道路。諸如貨幣產生，為了便利生活與交易而生，但最後衍生出來的新的、高度匿名化的現代生活，卻使傳統社會一去不返。這種論調類似韋伯在看資本主義與科層制度，對現代社會的影響。
在他1900年出版的重要著作《貨幣哲學》中，齊美爾認為，貨幣對社會、政治和個體性的影響將持續擴大。貨幣經濟的發展，不但徹底摧毀了封建制度的統治，還讓現代民主制度發展起來。根據齊美爾的觀點，現代社會的貨幣組是以自身為目的而推展—人類的自我感覺(Selbstwertgefühl)，以及人們對生活的安排都會透過貨幣這種媒介日益確定下來。
齊美爾發現，貨幣成了上帝，因為它已經指向絕對目標的絕對工具。在現代社會，銀行比教堂更大、更有勢力。銀行是現代城市的中心。人的一切感官知覺都與貨幣有關。但人仍應保有自由權，在貨幣之外拓展視野——例如建立基于精神交往的社交圈子。借此，令貨幣的權勢止于文化領域：藝術家不僅僅為錢，更應為自己的精神而創作。
相對於魏森(Leopold von Wiese)，齊美爾是形式社會學(formale Soziologie)的奠基者之一。形式社會學的目的是，針對所有社會現象，抽象出一些形式予以探討。因此內容不會是討論的重點。齊美爾的學說特別試圖探討的是社會連結以及關係的形式，比如在不同社會關係中的層級(Hierarchien)，如在家庭、國家等領域。
1903年齊美爾發表了《大都會與精神生活》(Die Großstädte und das Geistesleben)論文，為其都市社會學的奠基之作；但這一份研究發表後並未引起什麼迴響，但其後間接影響到了美國的社會學發展。
在齐美尔生前，他的著作就被一本本的翻译成意大利语、俄语、波兰语以及法语。在德國，他對後世學人的影響也非常大，比如盧卡奇、马丁·布伯、马克斯·舍勒、卡尔·曼海姆以、魏斯以及後來的法蘭克福學派。年輕時期的恩斯特·布洛赫就深受齊美爾影響，他在第一次世界大戰時就曾與晚年的齊美爾針對愛國主義進行批評。
齊美爾等人跟當時的大學者們都有往來，比如他跟滕尼斯、韋伯以及宋巴特在1909年設立了德國社會學學會(Deutsche Gesellschaft für Soziologie (DGS))。
齊美爾終身並未建構一個連續不變的哲學，或者是社會體系，當然他也沒有自成一個學派。他人生最後的一段時間在現在法國史特拉斯堡任教授度過，從1914年開始任職，並從此獲得正式講師資格。
齊美爾對後續社會研究的世代影響很大。他有公開的作品有15部，以及超過200篇專業文章或報紙評論。在都市社會學以外，他對後來的角色社會學影響也很大，但是他並未精確地運用過「社會角色」(sozialen Rolle)這個詞彙。在他《社會學》一書(1908年出版)內論衝突的一章，也是後來衝突社會學(Lewis Coser等人的學說)的基礎。
作為哲學人，齊美爾經常針對生活哲學進行討論。探討此一方向的學者，如法國的伯格森，他的作品也受到了齊美爾思想的影響。齊美爾的出版其實並非全部都是社會學類的。在1908-1917年間，他就沒有發表社會學類的文章，而是哲學(1910)、歌德(1913)以及林布蘭(1915)。
1911年他在佛萊堡大學獲得國家學科榮譽博士(Ehrendoktorat der Staatswissenschaften)的職位，以榮耀他為社會學奠基的成果。在1914年他才獲得在Kaiser-Wilhelm-Universität(現為史特拉斯堡大學)的正式教職。
1918年9月26日，齊美爾病逝於史特拉斯堡，死因為肝癌。

### 齊美爾的社會學
齊美爾認為社會學是一門綜合性的知識(eklektische Wissenschaft)。也就是說：社會學不是單一的學問，而是一個運用其他學科總整而成的新學問。它運用了歷史研究、人類學、統計、心理學以及其他專門學科構成。在其中它所使用的並非使這些學科的原始資料，開創新的總整體系，突顯出另一層意義。作為社會學，齊美爾想要描繪人類集體生活的形式，並且試圖歸整出一些規則，再從這裡面找到個體性。因為在物理世界中，並不存在「社會」或「个体性」这样的东西。也就是说，對於社會學而言，它所研究的对象是無法被直接觀察到的——唯有個體輪廓消失，认识上升到某種抽象层次時才能理解和把握。
齊美爾的第一個著作《論社會差異》(Über sociale Differenzierung)就在處理這樣的核心議題。他認為，現代的個體性是在持續發展，持續差異化的，並且越來越明顯。個體性的養成，其實是仰賴社會團體緊密的連帶(比如鄉村相對於都市的生活)。社會化的程度，也就在於個體在社會網路中，跟其他個體交換、交織的複雜而深入程度，當然也影響他們形成差異化的程度。當我們致力於拓展我們的興趣範圍時，我們也為了發展我們自己個體性，拓展更多的空間。齊美爾在最後提到，社會差異化有其進化上的好處，在每個知識領域裡面，可以藉此不斷發展出來，甚至達到極微細的技術發展(技術進步、分工配置、負責組織等)。然而，這樣的細微發展也有其代價，那就是在不斷擴張、深化的社會認同網路，其實也持續地對個體的生活世界有系統性的介入。
在這個主題上，齊美爾有兩本最主要的著作：《貨幣哲學》。這一本著作是齊美爾對大都市貨幣經濟興趣的基礎，同時也跟其他研究現代性的社會學有所連結(比如韋伯的目的理性)。他認為，現代社會將為出自於貨幣計算的巨大計算理性模型所主導，時間內的鐘點就是個例子。時間的計算與貨幣的計算，才可能使現代性落實。
齊美爾也認為，起初人們對產品的價值，是出自主觀評估。但當社會日益複雜化以後，就會影響到社會交流的內涵。為了讓交流簡化，貨幣的地位就越來越重要。貨幣就成了反應價值的工具。在貨幣裡面，價值的世界以及具體的事物就跟他彼此混雜在一起：「貨幣如同蜘蛛，是人際社會網路交纏的中介。」(Das Geld ist die Spinne, die das gesellschaftliche Netz webt.)貨幣就是人們比較與讓渡事物的原因。只要能換成或貨幣，所有東西都能夠交換，因為它就是被認可的價值單位，同時也是比較的單位(所有事物都被它夷平了(Nivellierung))，在其中再也沒有事物可以以質的方式來認識。貨幣佔領生活世界，就是以量的方式戰勝質，讓手段超越目的—變的只有貨幣才有價值，產生顛倒。最後貨幣就控制著我們，而不是原來僅是統一的功能而已。貨幣是一個毫無面目、沒有差異的東西，並且會把所有事物的價值、不可取代性通通磨平。
最後，現代性的個體性就會遭遇以下困境：生活中所有具體的面向儘管已經獲得更好的進展，或許獲得某種自由，但其實又被困住。相同的對現在的宗教、生活意義以及對未來的承諾縱使獲得了更大的發展，但在現代性裡面，貨幣經濟猶如新的宗教一樣出現，讓所有的社會與個人關係都透過它重新構成，也掌管著人們的感覺。

### 貨幣哲學
《貨幣哲學》乃齊美爾針對現代社會生活特徵的歸總式論述，全本分作兩大部分、六大章節。前一部為論貨幣本身，第二部分論貨幣所產生的生活型態。
比較要補充上述《貨幣哲學》部分的論述在於：貨幣並非如自然科學的自變項，可以毀滅封建、開創民主制度，這中間關鍵在於，透過貨幣在數個世紀內漸次大量運用中，已經改變人們的生活型態，其中一樣他相當強調的是如人們原本要追求more life，卻從中產生了意想不到more than life的東西。但是他也認為，現代社會在人身自由上比過去封建社會更多，原因在於人與土地關係斷裂開來了，可以自由移動（這一點在馬克思理論中也出現過），大都會生活是其中最典型的生活型態，活在都會裡面，人們具有高度的匿名性，也顯示著貨幣交換過程中的高度匿名性。
雖韋伯對齊美爾評價很高，且法國書評曾經出現涂爾幹從道德評論《貨幣哲學》，但本書問世時評價兩極。

### 大都会与精神生活
1903年，齊美爾的著名作品為〈大都會與精神生活〉。〈大都市與精神生活〉，最初是一系列有關城市生活各方面的講座內容集結。1903年的德累斯頓城市博覽會期間舉辦各領域的專家的講座，主題從科學和宗教到藝術等不一而足。最初，主辦方要求齊美爾就大都會中知識分子的角色發表演講，但齊美爾反轉話題，分析大都會對個人心靈的影響。結果，當講座的內容出版成書時，系列編輯不得不就原先的話題提供一篇文章。
〈大都會與精神生活〉在齊美爾的一生中並未受到特別好評。展覽的主辦方過分強調了該文對城市生活的負面評論，但齊美爾也指出了其中的正面轉變。20世紀20年代，該文影響芝加哥大學的羅伯特·E·帕克等美國社會學家的思想，即「芝加哥學派」。齊美爾所謂的「冷漠」（英語：blasé）實際上並不是該論文的核心或最終觀點，而是心靈不可逆轉變過程中一系列狀態的描述部分。換句話說，齊美爾並未明確表示大都會對心靈或自我具有整體性的負面影響，儘管齊美爾暗示大都會中的心靈會經歷永久性的變化。也許正是這種模糊性使該論文在都市論述中佔有一席之地。

### 論流行
這是一篇論文，並非專書。事實上齊美爾書目著作不多。
齊美爾認為，在流行發展過程中兼具兩種貌似矛盾特色，一個是模仿群體特徵的「趨同」（imitation），但個體在其中卻又有一種要突顯自己的「標異」（demarcation），所以流行始終都在一窩蜂、又快速消散之間的雙元性擺盪，原因就在此。齊美爾特別提到14－15世紀佛羅倫斯沒有流行，因為當時每個人都自有一套的穿著方式，因此無法產生趨同。
另外，流行還有一種強烈的「活在當下之感」（sense of present），強調流行是一種忘卻過去，也不想未來的運動過程。
其他在論流行裡面約略提到的，諸如第三階級的出現、流行在現代社會尤其特出原因在於國家體制的關係、流行與忌妒的關係等等。
關於流行的社會學研究，在齊美爾之前有史賓塞的；在＜論流行＞之後，最出名者一個是美國布魯默的「集體選擇」研究，以及法國罗兰·巴特的《流行體系》。
一般後世學者論流行時，往往會認為齊美爾是一個「涓滴理論」（trickle down），即他主張流行是由上階層開始帶動，下階層模仿的過程，其他研究散佈過程理論者，出現由下而上、水平傳遞等觀點，認為自己是跟齊美爾傳統觀點不同的。事實上齊美爾雖有這種說法，但是並非緊扣階級觀點，只是被後世過度詮釋。

### 齊美爾身後
齊美爾由於猶太人身分，加之並非完全科學化的論述，在死後與20世紀初期沒沒無聞，事實上思想卻廣為其他社會學家引用，影響甚鉅。如功能論帕森思對現代社會的觀點、法蘭克福學派霍克海默曾為他與韋伯的學生、象徵互動論從他觀察大都會生活上獲得理論基礎與方法論、德國哲學與社會學家哈伯瑪斯等人，而社會學家尼克拉斯·卢曼更是在1980年代後大力復興與倡導齊美爾觀點與哲學。現在，齊美爾也廣為後現代論者重視。
在兩岸三地，台灣部分有由聯經出版社出版，劉小楓翻譯與撰寫的《金錢、性別、現代生活風格》。在中國大陸有由華夏出版社出版的《貨幣哲學》、《社會學》全本翻譯。

## 主要著作
- 女性的心理學(1890)
- 論社會差異(1890)
- 歷史哲學問題(1892, 第二版出版於1905/1907)
- 道德知識導論(1892/93)
- 貨幣哲學(1900)
- 羞恥的心理學(1901)
- Stefan George.一份關於藝術哲學史的研究(1901)
- 康德十六份講綱(1904)
- 時尚哲學(1905)
- 康德與歌德。現代世界觀的歷史(1906出版，1916年修訂)
- 論宗教(1906，1912修改)
- 叔本華與尼采(1907)
- 社會學—對社會化形式的調查(1908)
- 哲學主要問題(1910)
- 文化哲學全集(1911)
- 歌德(1913)
- 德國內部的改變(1914)
- 歷史時間的問題(1916)
- 林布蘭。一份關於藝術史的研究(1916)
- 戰爭與精神決斷(1917)
- 社會學基本問題(1917)
- 歷史理解的本質(1918)
- 生活觀點。四個形而上的章節(1918)
- 現代文化的衝突(1918)

### 註腳
1. ↑  Nicolas de Warren, Andrea Staiti (eds.), New Approaches to Neo-Kantianism, Cambridge University Press, 2015, p. 196.
2. ↑  Georg Simmel (1919), Philosophische Kultur, Alfred Kröner Verlag, Leipzig.
3. 1 2  Wolff, Kurt H. 1950. The Sociology of Georg Simmel. Glencoe, IL: Free Press.
4. ↑  Helle, Horst J. 2009. "Introduction to the translation." Sociology: inquiries into the construction of social forms 1. Leiden, HL: Koninklijke Brill. p. 12.
5. 1 2  "Biografie （页面存档备份，存于）" （德語）. Section: "Studien und Ehe" (university studies and marriage). Georg Simmel Gesellschaft. simmel-gesellschaft.de. Retrieved 17 January 2018.
6. 1 2  Coser, Lewis A. . 1977  [2023-07-31]. （原始内容存档于2019-05-10）.
7. ↑  . 50 Klassiker der Soziologie.   [21 September 2017]. （原始内容存档于11 May 2019）.
8. ↑  Lerner, Robert E. . Melissa Lane; Martin Ruehl  (编). . Camden House. 2011: 56–77. ISBN 978-1-57113-462-2.
9. 1 2  Palmisano, Joseph M. 2001. "Georg Simmel." World of Sociology. Detroit: Gale. Retrieved 17 January 2018 via Biography in Context database.
10. ↑  Glatzer, Wolfgang. "Die akademische soziologische Vereinigung seit 1909" 的存檔，存档日期3 March 2016. （德語）. Deutsche Gesellschaft für Soziologie. Retrieved 17 January 2018.
11. ↑  Simmel, Georg. 1971 [1903]. "The Metropolis and Mental Life." P. 324 in Simmel: On individuality and social forms, edited by D. N. Levine. Chicago: Chicago University Press. ISBN 0226757765.

### 書目
- Ben Highmore. .  . 由周群英翻译. 台北: 韋伯文化. 2009: 53–65 [2002]  [2023-08-13]. ISBN 9789866816673. （原始内容存档于2023-08-15）.